# Elton John 1970 World Tour
Elton John 1970 World Tour – debiutancka trasa koncertowa Eltona Johna promująca drugi studyjny album artysty Elton John z 1970 r. Trwała od 25 marca do 20 grudnia i objęła Anglię oraz Amerykę Północną.

## Program koncertów

### Anglia
1. "Your Song"
2. "Border Song"
3. "Sixty Years On"
4. "Take Me to the Pilot"
5. "Greatest Discovery"
6. "I Need You to Turn To"
7. "Burn Down the Mission"

### Ameryka Północna
1. "Bad Side of the Moon"
2. "Country Comfort"
3. "Can I Put You On"
4. "Border Song"
5. "Armoreena"
6. "Take Me to the Pilot"
7. "Sixty Years On"
8. "Honky Tonk Women"
9. "Burn Down the Mission"/"My Baby Left Me"/"Get Back"
10. "Give Peace a Chance"/"Wanna Take You Higher"
11. "Your Song"

### Koncert w A&R Studios (17 listopada 1970)
1. "I Need You to Turn To"
2. "Your Song"
3. "Bad Side of the Moon"
4. "Country Comfort"
5. "Can I Put You On"
6. "Border Song"
7. "60 Years On"
8. "Indian Sunset"
9. "Honky Tonk Women"
10. "Amoreena"
11. "Take Me to the Pilot"
12. "Burn Down the Mission"
13. "My Father's Gun"

## Lista koncertów

### Anglia
- 25 marca – Londyn, Revolution Club
- 21 kwietnia – Londyn, The Roundhouse
- 7 maja – Londyn, The Roundhouse
- 22 maja – Londyn, BBC Studios London
- 6 czerwca – Londyn, Marquee Club
- 17 czerwca – Londyn, Lyceum Theatre
- 21 czerwca – Londyn, The Roundhouse
- 26 czerwca – Twickenham, St. Mary's College
- 3 lipca – Londyn, Hampstead Country Club
- 4 lipca – Londyn, Speakeasy Club
- 14 sierpnia – Halifax, West Yorkshire – Crumlin Festival
- 15 sierpnia – Yorkshire; Jazz, Folk & Blues Festival

### USA
- 29, 30 i 31 października – Boston, Boston Tea Party
- 6 i 7 listopada – Filadelfia, Electric Factory
- 8 listopada – Baltimore, Mill Run Theatre
- 12, 13 i 14 listopada – San Francisco, Filmore West
- 15 listopada – Santa Monica, Civic Auditorium
- 17 listopada – New York City, Nowy Jork – A&R Studios
- 20 i 21 listopada – New York City, Filmore East
- 22 listopada – Bridgeport, University of Bridgeport
- 23 listopada – Glassboro, Glassboro State College
- 25 listopada – Chicago, Auditorium Theatre
- 26 listopada – Cleveland, Public Theatre
- 27 i 28 listopada – Detroit, East Town Theatre
- 29 listopada – Minneapolis, Guthrie Theater
- 1 grudnia – Fulton, Champ Auditorium
- 4 grudnia – Anaheim, Anaheim Convention Center

### Anglia
- 20 grudnia – Londyn, The Roundhouse